# Metamora (Indiana)
Metamora es un lugar designado por el censo ubicado en el condado de Franklin en el estado estadounidense de Indiana. En el Censo de 2010 tenía una población de 188 habitantes y una densidad poblacional de 216,03 personas por km².

## Geografía
Metamora se encuentra ubicado en las coordenadas 39°26′53″N 85°8′16″O / 39.44806, -85.13778. Según la Oficina del Censo de los Estados Unidos, Metamora tiene una superficie total de 0.87 km², de la cual 0.87 km² corresponden a tierra firme y (0%) 0 km² es agua.

## Demografía
Según el censo de 2010, había 188 personas residiendo en Metamora. La densidad de población era de 216,03 hab./km². De los 188 habitantes, Metamora estaba compuesto por el 93.62% blancos, el 0% eran afroamericanos, el 0.53% eran amerindios, el 0% eran asiáticos, el 0% eran isleños del Pacífico, el 5.32% eran de otras razas y el 0.53% pertenecían a dos o más razas. Del total de la población el 5.32% eran hispanos o latinos de cualquier raza.